# Quinn Ngawati
Pas d'image ? Cliquez ici

a Compétitions nationales et continentales officielles uniquement.

b Matchs officiels uniquement.
Dernière mise à jour le 27 juin 2022.
Quinn Ngawati, né le 15 juin 1999 à Victoria, est un joueur de rugby à XIII et de rugby à XV international canadien. 

## Biographie

### Formation
Quinn Ngawati naît à Victoria d'un père néo-zélandais d'origine maoris et d'une mère canadienne. Fils d'un ancien joueur de rugby à XIII, il pratique naturellement les deux codes du rugby dès son enfance, jouant au sein du Westshore RFC (en). Il intègre en parallèle l'équipe de son lycée, les Jags de St. Michaels University School (en). Il part aussi un an en Nouvelle-Zélande, rejoignant le Hamilton Boys' High School (en), en profitant pour se rapprocher de sa famille paternelle.

### Premier contrat professionnel en XIII
En 2017, il participe à une sélection avec plusieurs joueurs canadiens, américains et jamaïcains dans le but d'intégrer l'effectif de la première équipe professionnelle nord-américaine de rugby à XIII, le Wolfpack de Toronto. 50 joueurs participent à ces sélections. Âgé de seulement 17 ans, le jeune Quinn fait partie des trois heureux sélectionnés avec l'Américain Joseph Eichner et le Jamaïcain Nathan Campbell.
Après avoir validé son diplôme, il quitte le lycée et rejoint sa nouvelle équipe, basée en Angleterre pour disputer la League 1, la troisième division. Un mois plus tard, il devient le premier canadien à disputer une rencontre professionnelle de rugby à XIII à l'occasion d'un match contre les Gloucestershire All Golds. Il joue une deuxième rencontre quelques semaines plus tard pour clore sa première saison. Promu en Championship, le club de Toronto décide alors de prêter Quinn aux London Skolars (League 1) afin qu'il obtienne plus de temps de jeu. Ce sera chose faite, avec neuf rencontres disputées et un essai inscrit. En fin d'année, il est rappelé par Toronto pour disputer le dernier match de la saison en Championship.
Mais après cette première expérience professionnelle, il décide de quitter Toronto. Il revient vers le rugby à XV temporairement, rejoignant le programme de développement de Rugby Canada appelé Pacific pride. Il s'entraîne aussi avec l'équipe du Canada de rugby à sept. Il participe ainsi au Trophée mondial des moins de 20 ans avec le Canada. 
Ce retour à XV n'est que de courte durée, puisqu'en 2020 il revient vers le XIII. Il est de nouveau signé par Toronto, qui le prête cette fois-ci aux Rochdale Hornets. Mais la pandémie de Covid-19 interrompt rapidement la saison. Quelques jours après son premier match sous les couleurs de Rochdale, l'Angleterre se confine. Quinn reste en Angleterre où il a de la famille. En juin, le Wolfpack cesse définitivement ses activités.

### Retour au XV
À la suite de la faillite du Wolfpack, Quinn Ngawati rentre au Canada. Rugby Canada l'intègre alors à son programme haute performance. En 2021, il s'engage avec le Rugby New York qui évolue en Major League Rugby. Il s'impose comme un titulaire de l'équipe, débutant quatorze rencontres pour sa première saison, et inscrivant deux essais. 
Dès la fin de saison, il est intégré à l'équipe du Canada qui part tourner en Grande-Bretagne. Il décroche ainsi sa première sélection face au Pays de Galles.
Fin décembre, après trois autres sélections supplémentaires, il prolonge d'une saison avec New York. S'il perd sa place de titulaire, il n'en reste pas moins un joueur régulièrement utilisé (15 rencontres disputées, mais seulement 4 comme titulaire). Il prend ainsi part au titre remporté par New York, entrant en jeu pour les cinq dernières minutes de la finale face à Seattle.

## Palmarès
- Major League Rugby 2022

## Statistiques

### En sélection à XV
| Année | Compétition | Matchs | Points | Essais | Transf. | Drops | Pénal. |
| ----- | ----------- | ------ | ------ | ------ | ------- | ----- | ------ |
| 2021  | Test        | 4      | -      | -      | -       | -     | -      |
| Total | Total       | 4      | -      | -      | -       | -     | -      |